# Cerdale prolata
Cerdale prolata е вид бодлоперка от семейство Microdesmidae.

## Разпространение и местообитание
Видът е разпространен в Панама.
Обитава крайбрежията и пясъчните дъна на морета и заливи в райони с тропически климат.